# Quark charmé
Le quark charmé (ou quark de charme, traduit de l'anglais charm quark), souvent abrégé en quark c, est l'une des six saveurs connues de quarks (des particules élémentaires de la physique des particules).

## Propriétés

Diagramme de désintégration des quarks.

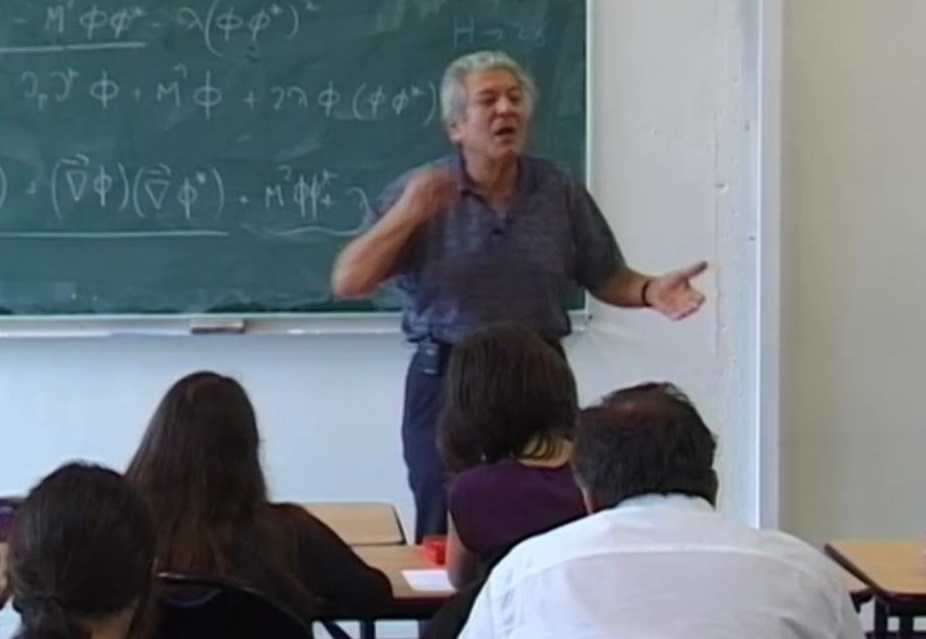
Jean Iliopoulos prédit en 1970, avec Sheldon Glashow et Luciano Maiani, l'existence du quark charmé.

Comme tous les quarks, le quark charmé est un fermion. Il s’agit d’un quark de 2e génération possédant une charge électrique de ²⁄₃ e et une masse d'environ 1,3 GeV/c2 (un peu plus élevée que celle du proton).
L’antiparticule du quark charmé est l’antiquark charmé, de charge électrique −⅔ e.
L’existence du quark charmé fut prédite en 1970 par Sheldon Glashow, Jean Iliopoulos et Luciano Maiani. La première preuve expérimentale de son existence fut obtenue en 1974 au SLAC, en même temps que celle de la particule J/Ψ.

## Hadrons
Parmi les hadrons contenant un ou plusieurs quarks charmés, on peut citer :
- les mésons D, constitués d'un quark (ou d'un antiquark) charmé et d'un quark up ou down ;
- le méson Ds, constitué d'un quark charmé et d'un quark étrange ;
- plusieurs exemples de quarkoniums charmés (des mésons constitués d’un quark charmé et de son propre antiquark), comme le J/Ψ ;
- des baryons charmés, observés et nommés par analogie avec les baryons étranges (par exemple Λc+ [2]).